# Javier Bayon
Pour les articles homonymes, voir Bayon.
 (mai 2025).
 (mai 2025).
 (avril 2024).
La mise en forme du texte ne suit pas les recommandations de Wikipédia : il faut le « wikifier ».
Les points d'amélioration suivants sont les cas les plus fréquents. Le détail des points à revoir est peut-être précisé sur la page de discussion.
- Les titres sont pré-formatés par le logiciel. Ils ne sont ni en capitales, ni en gras.
- Le texte ne doit pas être écrit en capitales (les noms de famille non plus), ni en gras, ni en italique, ni en « petit »…
- Le gras n'est utilisé que pour surligner le titre de l'article dans l'introduction, une seule fois.
- L'italique est rarement utilisé : mots en langue étrangère, titres d'œuvres, noms de bateaux, etc.
- Les citations ne sont pas en italique mais en corps de texte normal. Elles sont entourées par des guillemets français : « et ».
- Les listes à puces sont à éviter, des paragraphes rédigés étant largement préférés. Les tableaux sont à réserver à la présentation de données structurées (résultats, etc.).
- Les appels de note de bas de page (petits chiffres en exposant, introduits par l'outil «  Source ») sont à placer entre la fin de phrase et le point final[comme ça].
- Les liens internes (vers d'autres articles de Wikipédia) sont à choisir avec parcimonie. Créez des liens vers des articles approfondissant le sujet. Les termes génériques sans rapport avec le sujet sont à éviter, ainsi que les répétitions de liens vers un même terme.
- Les liens externes sont à placer uniquement dans une section « Liens externes », à la fin de l'article. Ces liens sont à choisir avec parcimonie suivant les règles définies. Si un lien sert de source à l'article, son insertion dans le texte est à faire par les notes de bas de page.
- La présentation des références doit suivre les conventions bibliographiques. Il est recommandé d'utiliser les modèles {{Ouvrage}}, {{Chapitre}}, {{Article}}, {{Lien web}} et/ou {{Bibliographie}}. Le mode d'édition visuel peut mettre en forme automatiquement les références.
- Insérer une infobox (cadre d'informations à droite) n'est pas obligatoire pour parachever la mise en page.

Pour une aide détaillée, merci de consulter Aide:Wikification.
Si vous pensez que ces points ont été résolus, vous pouvez retirer ce bandeau et améliorer la mise en forme d'un autre article.
Javier Bayon (né à Barcelone le 20 juillet 1980) est un compositeur, orchestrateur et producteur de musique de film espagnol. Après avoir obtenu son doctorat en neurosciences, il a décidé de suivre sa passion pour la composition musicale pour le cinéma.
Bayon a débuté dans l'industrie cinématographique en collaborant avec le réalisateur américain Darren Lynn Bousmann, célèbre pour son travail sur la saga Saw. Cette première expérience lui a valu le prestigieux prix Golden Eye au Festival du Film de Zurich, dans la catégorie de la Meilleure Musique Internationale de Film.
Sa carrière s'est ensuite développée de manière prolifique, collaborant en tant que compositeur avec des réalisateurs renommés tels que Iciar Bollain, Laura Maña, Oriol Paulo, Álvaro Brechner et Kike Maíllo. Il a également laissé sa marque en tant que producteur et orchestrateur, travaillant avec des artistes tels que Ludovico Einaudi, Richard Band, Javier Navarrete et Pharrell Williams.
En tant que cofondateur de La Masia Studios, une entreprise spécialisée dans la création de musique pour la publicité et la télévision, Bayon a contribué de manière significative au paysage musical audiovisuel en Espagne.
Parmi ses œuvres notables, on compte la bande originale de la série télévisée Samuel (2024) pour RTVE, qui a également été diffusée sur la chaîne Arte en France, ainsi que sa participation en tant que producteur de la bande sonore du film Robot Dreams (2023), nommé aux Oscars.
Bayon a reçu de nombreux prix pour son travail, notamment le Zurich Film Festival Golden Eye en 2016 pour la Meilleure Musique Internationale de Film, le New Visions Award au Festival de Cine de Sitges en 2015 pour la Meilleure Musique Originale, et le Prix du Jury aux European Cinematography Awards en 2017 pour la Meilleure Musique Originale, entre autres distinctions.
Son style polyvalent et son talent ont fait de lui une figure importante de l'industrie cinématographique internationale, et son travail continue d'être salué aussi bien par le public que par la critique.

## Filmographie sélectionnée
- 2024 -  One Day in Hadsel - Réalisé par Carl Urbini
- 2023 - Robot Dreams - Nomination aux Oscars 2024 [6] (en tant que producteur de la bande originale)
- 2021 - The Innocent (Thème principal) - Série Netflix - Réalisé par Oriol Paulo, avec Mario Casas et José Coronado
- 2019 - Te quiero, imbécil - Réalisé par Laura Mañá, avec Quim Gutiérrez et Ernesto Alterio
- 2018 – Welcome to Acapulco – co-composé avec Luc Suarez, avec Michael Madsen et Paul Sorvino
- 2017 – Dorien [7] (série TVE1 ) – avec Macarena Gómez, Eduardo Casanova, Dafne Fernandez
- 2017 – Cuánto. Más allá del dinero – Réalisé par Kike Maíllo
- 2016 – Nightworld (orchestre) – Composé par Luc Suarez, avec Robert Englund
- 2016 – Timecode (orchestrateur) – Réalisé par Juanjo Giménez Peña
- 2014 – Angélus – Réalisé par Darren Lynn Bousman
- 2014 – L'Altra Frontera (orchestre) avec Ariadna Gil
- 2013 – World of Red Bull (documentaire – orquestration pour Pharrell Williams )

## Prix
- Festival de Cine de Sitges 2015 Prix Nouvelles Visions / Meilleure Musique Originale
- Zurich Film Festival Golden Eye 2016 / Meilleure musique de film internationale
- Prix du Jury des European Cinematography Awards 2017 / Meilleure musique originale
- Festival du court-métrage de Huetor Vega 2015 / Meilleure musique
- Los Angeles Film Awards 2017 Prix LAFA / Meilleure musique
- MedFF- Festival du Film Méditerranéen 2017 MedFF / Meilleure Musique
- Prix du défi du compositeur de films 2017 / Réalisation en composition de films
- Sonar + D / Meilleure proposition 2016
- American track music awards 2017 / Meilleure bande originale
- Die Seriale Festival 2019 / Nomination Meilleure Bande Originale
- JGA Jerry Goldsmith Awards 2016 / Nomination Meilleure musique pour publicité
- Silver Screen FilmFest 2017 / Nomination pour la meilleure musique originale
- Hope Film Awards 2017 / Nomination pour la meilleure bande originale
- AURORA International Film Festival 2017 / Nomination Meilleure musique
- Utah Film Festival et récompenses 2017 / Nomination pour la meilleure musique originale